# Malabári nagyfoltú cibetmacska
A malabári nagyfoltú cibetmacska (Viverra civettina) a cibetmacskafélék (Viverridae) családjába, a Viverra nembe tartozó ragadozófaj.

## Előfordulása
India délnyugati részének szubtrópusi és trópusi erdeiben és mocsaraiban honos.

## Megjelenése
Testtömege 8–9 kg. A szőrzete szürkés fekete foltokkal tarkítva.

## Életmódja
A természetben éjjel aktív, ragadozó, magányos és agresszív állat. Tápláléka kisebb emlősök, hüllők, kétéltűek, halak, madártojások és általában növényi táplálékot fogyaszt.

## Természetvédelmi állapota
Az élőhelyének elvesztése és a kutyákkal való vadászat fenyegeti, időnként baromfiakat eszik, ezért lelövik. Az IUCN vörös listáján a kihalófélben lévő kategóriában szerepel.